# Лимпопо (покрајина)
Лимпопо је најсевернија покрајина Јужноафричке Републике. Главни град покрајине је Полокване, некада се звао Пиетерсбург. Покрајина је формирана од северног региона покрајине Трансвал 1994. године, и названа је Северни Трансвал. Исте године назив је промењен у Северна Покрајина, тај назив је остао до 11. јуна 2003. године када је име покрајине промењено у име најбитније реке која се налази на граници са Зимбабвеом и Боцваном. Језици који се највише користе Лимпопу су Северни Сесото (Сепеди) (57%), тсонга (23%), венда (12%) и африканерски (2,6%) 